# Oretta
Oretta es un lugar designado por el censo ubicado en la parroquia de Beauregard en el estado estadounidense de Luisiana. En el Censo de 2010 tenía una población de 418 habitantes y una densidad poblacional de 73,39 personas por km².

## Geografía
Oretta se encuentra ubicado en las coordenadas 30°31′44″N 93°26′21″O / 30.52889, -93.43917. Según la Oficina del Censo de los Estados Unidos, Oretta tiene una superficie total de 5.7 km², de la cual 5.7 km² corresponden a tierra firme y (0%) 0 km² es agua.

## Demografía
Según el censo de 2010, había 418 personas residiendo en Oretta. La densidad de población era de 73,39 hab./km². De los 418 habitantes, Oretta estaba compuesto por el 93.78% blancos, el 1.2% eran afroamericanos, el 1.67% eran amerindios, el 0% eran asiáticos, el 0% eran isleños del Pacífico, el 0.96% eran de otras razas y el 2.39% pertenecían a dos o más razas. Del total de la población el 2.39% eran hispanos o latinos de cualquier raza.